# 普卡魯米山 (馬爾卡波馬科查區)
11°28′55″S 76°20′59″W / 11.48194°S 76.34972°W
普卡魯米山（Puka Rumi），是秘魯的山峰，位於該國中部胡寧大區，由堯利省的馬爾卡波馬科查區負責管轄，屬於安地斯山脈的一部分，海拔高度5,028米。